# Scrittura corsiva romana

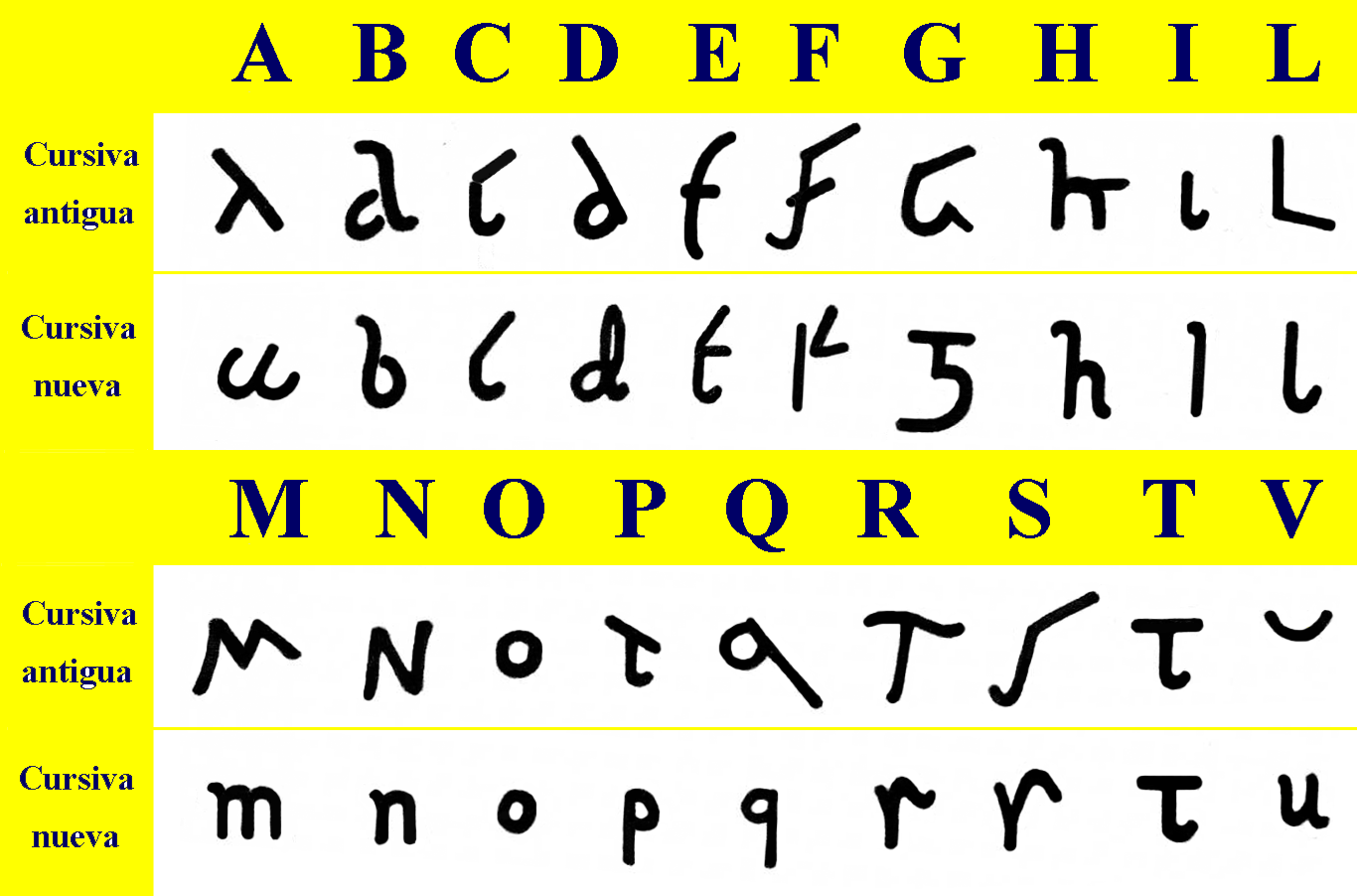
Il corsivo romano in grafia capitale nella vecchia e nuova corsiva

La corsiva romana (o latina) è una forma di scrittura a mano usata nell'antica Roma e talvolta nel Medioevo. Viene suddivisa in corsiva antica (o capitale corsiva) e corsiva nuova (o minuscola corsiva).

## Antica (maiuscola)

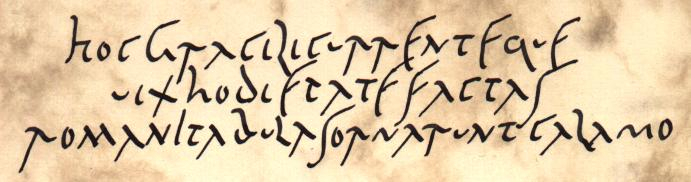
Una replica dell'antica capitale corsiva romana ispirata alle tavolette di Vindolanda: "Hoc gracili currenteque / vix hodie patefactas / Romani tabulas ornarunt calamo" ("Con questo esile e slanciato stilo che oggi ha visto la luce i Romani decorarono le tavolette.")

La capitale corsiva latina, anche chiamata maiuscola corsiva, è la forma di scrittura a mano usata per scrivere lettere, per tenere i conti, per insegnare l'alfabeto latino agli scolari romani e per impartire i comandi da parte degli imperatori romani. Lo stile è basato sulla scrittura formale della capitale quadrata lapidaria, ma la corsiva è usata per una scrittura informale e veloce. Si canonizzò fra il I secolo a.C. ed il I secolo d.C per poi essere usata anche dal I al III secolo d.C., quando l'espansione dell'Impero la rese la scrittura per eccellenza dell'amministrazione civile e militare romana in ogni regione d'influenza, ma probabilmente esisteva da prima. Tito Maccio Plauto parla, infatti, della illeggibilità della corsiva nella commedia Pseudolo:
Pseudolus: Mos tibi geretur. Sed quid hoc, quaeso?

Calidorus: Quid est?

Pseudolus: Ut opinor, quaerunt litterae hae sibi liberos: alia aliam scandit.

Calidorus: Ludis iam ludo tuo?

Pseudolus: Has quidem Pol credo nisi Sibylla legerit, interpretari alium posse neminem.

Calidorus: Cur inclementer dicis lepidis litteris lepidis tabellis lepida conscriptis manu?

Pseudolus: An, opsecro hercle, habent quas gallinae manus? Nam has quidem gallina scripsit.»
Pseudolo: Come desideri. Ma scusa, che cos'è?

Calidoro: Che cosa?

Pseudolo: Queste lettere, mi sa che vogliano far figli: l'una salta addosso all'altra.

Calidoro: Eh già, tu scherzi come al solito.

Pseudolo: Per Polluce credo che solo la Sibilla possa leggerci qui, nessun altro può riuscirci.

Calidoro: Perché sei così ingiusto e crudele verso i graziosi segni che una mano graziosa ha tracciato su queste graziose tavolette?

Pseudolo: Per Ercole le galline forse hanno le mani? Infatti certamente una gallina scrisse queste [lettere].»
(Plauto, Pseudolo, 21-30)
Le principali caratteristiche di questo tipo di scrittura sono: la tendenza alla quadrilinearità, l'obliquità verso destra, la mancanza di legature, la riduzione in sigle di prenomi e il troncamento per le formule diffuse.
Peculiari sono anche alcune lettere:
- la "a" assomiglia alla "r" moderna;
- "e" ed "f" consistono in due linee verticali perpendicolari, di eguale lunghezza nella "e", mentre nella "f" il tratto di destra è più breve;
- "r" e "t" sono molto simili;
- la "v" assomiglia ad una linea retta scritta quasi come una sovraiscrizione invece che rimanere sulla linea di base.[3]

Queste lettere si crearono per effetto delle seguenti tendenze: semplificazione, fusione e disarticolazione dei tratti a motivo della difficoltà di tracciare su materiali duri tratti orizzontali o curvi ed il contrastante bisogno di una grafia veloce a scriversi.
- "b" e "d" sono molto simili (la "b" ha la pancia a sinistra, come si usa dire);[3]

Queste ultime comparvero in età repubblicana e, poiché queste ultime contro la logica delle altre lettere della scrittura corsiva presentavano curvi i tratti in precedenza dritti, si suppone che la loro introduzione fosse avvenuta su materiali morbidi. Infatti, coloro che non si servivano di tavolette cerate o papiri, a differenza delle persone nel campo della scuola, non usavano queste due lettere.
Esempi dell'uso di questo tipo di scrittura provengono in una certa parte dai siti archeologici di Pompei, portanti alla luce numerosi graffiti e papiri.

## Nuova (minuscola)
La corsiva nuova, chiamata anche corsiva minuscola o tarda corsiva romana, si è evoluta dalla precedente corsiva antica. Il cambiamento avvenne durante il II e il III secolo e fu quindi usata dal III al VII secolo d.C. nelle attività pratiche quotidiane, e i suoi caratteri sono simili a quelli odierni: "a", "b", "d" e "e" hanno la forma a noi consueta e ogni lettera è proporzionata con le altre sia in larghezza e altezza, sia per quanto riguarda la posizione rispetto alla riga.
Varie sono le ipotesi avanzate riguardo al motivo di tale cambiamento: secondo alcuni esponenti della scuola francese, la corsiva nuova sarebbe nata in campo librario dopo la sostituzione progressiva del rotulus con il codice; conseguenza della quale fu il cambiamento dell'angolo di scrittura, che rese le linee – precedentemente oblique – perpendicolari alla linea di base. Il paleografo italiano Giorgio Cencetti, negli anni '50 del '900 confutò questa ipotesi facendo notare che la corsiva veniva usata solo nell'ambito privato o quotidiano, dove già nel I secolo d.C. si presentavano lettere in una forma diversa da quella della capitale corsiva.
Si è successivamente evoluta nello stile medievale conosciuto come la minuscola carolina, che veniva usata nel IX secolo presso la cancelleria imperiale. L'onciale e la semionciale discendono probabilmente da questa corsiva: "a", "g", "r" e "s" sono molto simili. Secondo Jan-Olof Tjäder, la nuova corsiva romana ha influenzato lo sviluppo non solo dell'onciale ma di tutti gli stili del medioevo.